# Rieblingen
Rieblingen ist ein Ortsteil der Stadt Wertingen im schwäbischen Landkreis Dillingen an der Donau. Rieblingen wurde am 1. Juli 1972 nach Wertingen eingemeindet. Der Ort liegt sieben Kilometer südlich von Wertingen am Ursprung des Bliensbachs.

## Geschichte
Rieblingen ist etwa im 8. Jahrhundert bei der Besiedlung des Bliensbach- bzw. Schienbachtales gegründet worden. Der Ort wird in der Mitte des 12. Jahrhunderts erstmals als Ribelingen genannt. Der Ortsname hat seinen Ursprung in dem Personennamen Ribilo als Kurzform zu Richbald. Rieblingen war ein kleiner Adelssitz. Um 1492 waren die Herren von Grönenbach, die auch Vögte zu Wertingen gewesen waren, ansässig. 1492 kam der Ort als Lehen des Hochstifts Augsburg an die Pappenheimer. 1700 kam durch Heimfall das Lehen wieder an das Hochstift und wurde dem Pflegamt Westendorf unterstellt. Unter anderem waren noch mehrere Augsburger Klöster in Rieblingen begütert. Durch die Säkularisation kam der Ort 1803 an Bayern, wo es dem Landgericht Wertingen zugeteilt wurde.
Das Kirchdorf Asbach gehörte seit dem 19. Jahrhundert zu Rieblingen und wurde zum 1. April 1954 nach Osterbuch umgemeindet.

## Religion
Rieblingen, obwohl eine alte Gründung, war keine eigene Pfarrei. Es gehörte zur Nachbarpfarrei Prettelshofen.

Anstelle einer in der Flurbereinigung 1961 abgebrochenen Kapelle wurde 1993 eine neue Kapelle am Kirchenweg nach Prettelshofen errichtet. Diese hat den Patronat „zur schmerzhaften Muttergottes“. 

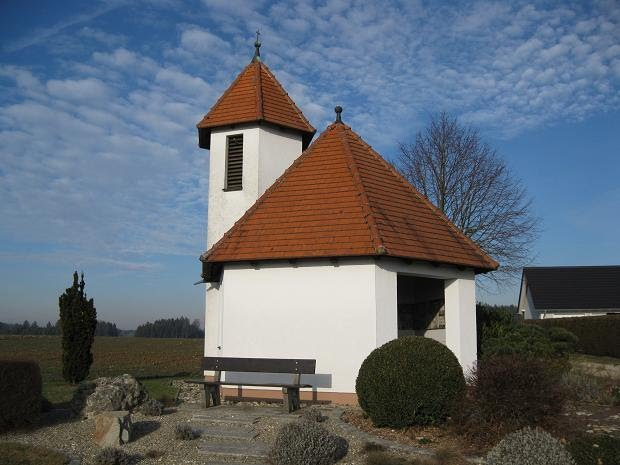
Kapelle Zur schmerzhaften Muttergottes

## Baudenkmäler
Siehe: Liste der Baudenkmäler in Rieblingen

## Bodendenkmäler
Siehe: Liste der Bodendenkmäler in Wertingen